# 1996-os strandlabdarúgó-világbajnokság
Az 1996-os strandlabdarúgó-világbajnokság volt a 2. világbajnokság a standfutball történetében. A vb-t 1996 januárjában rendezték meg Brazíliában, Rio de Janeiróban. A világbajnoki trófeát a brazil csapat szerezte meg.

## Eredmények

### Csoportkör
| Jelmagyarázat                 |
| ----------------------------- |
| Továbbjutott a csoportkörből. |
| Kiesett a csoportkörből.      |

#### A csoport
| Csapat   | M | GY | V | LG–KG | GK  | P |
| -------- | - | -- | - | ----- | --- | - |
| Brazília | 3 | 3  | 0 | 24–5  | +19 | 9 |
| Uruguay  | 3 | 1  | 2 | 12–13 | –1  | 3 |
| Dánia    | 3 | 1  | 2 | 10–16 | –6  | 3 |
| Kanada   | 3 | 1  | 2 | 12–24 | –12 | 3 |

Mérkőzések
|  |

| Uruguay | 5–6 | Kanada |
| ------- | --- | ------ |
|         |     |        |

|  |

|  |

| Brazília | 7–1 | Dánia |
| -------- | --- | ----- |
|          |     |       |

|  |

|  |

| Uruguay | 5–3 | Dánia |
| ------- | --- | ----- |
|         |     |       |

|  |

|  |

| Brazília | 13–2 | Kanada |
| -------- | ---- | ------ |
|          |      |        |

|  |

|  |

| Dánia | 6–4 | Kanada |
| ----- | --- | ------ |
|       |     |        |

|  |

|  |

| Brazília | 4–2 | Uruguay |
| -------- | --- | ------- |
|          |     |         |

|  |

#### B csoport
| Csapat           | M | GY | V | LG–KG | GK | P |
| ---------------- | - | -- | - | ----- | -- | - |
| Egyesült Államok | 3 | 3  | 0 | 14–9  | +5 | 9 |
| Olaszország      | 3 | 2  | 1 | 14–9  | +5 | 6 |
| Oroszország      | 3 | 1  | 2 | 7–10  | –3 | 3 |
| Argentína        | 3 | 0  | 3 | 5–12  | –7 | 0 |

Mérkőzések
|  |

| Egyesült Államok | 4–2 | Argentína |
| ---------------- | --- | --------- |
|                  |     |           |

|  |

|  |

| Olaszország | 5–1 | Oroszország |
| ----------- | --- | ----------- |
|             |     |             |

|  |

|  |

| Oroszország | 3–1 | Argentína |
| ----------- | --- | --------- |
|             |     |           |

|  |

|  |

| Egyesült Államok | 6–4 | Olaszország |
| ---------------- | --- | ----------- |
|                  |     |             |

|  |

|  |

| Olaszország | 5–2 | Argentína |
| ----------- | --- | --------- |
|             |     |           |

|  |

|  |

| Egyesült Államok | 4–3 | Oroszország |
| ---------------- | --- | ----------- |
|                  |     |             |

|  |

### Egyenes kieséses szakasz

#### Elődöntők
|  |

| Uruguay | 7–0 | Egyesült Államok |
| ------- | --- | ---------------- |
|         |     |                  |

|  |

|  |

| Brazília | 12–4 | Olaszország |
| -------- | ---- | ----------- |
|          |      |             |

|  |

#### Bronzmérkőzés
|  |

| Olaszország | 4–3 | Egyesült Államok |
| ----------- | --- | ---------------- |
|             |     |                  |

|  |

#### Döntő
|  |

| Brazília | 3–0 | Uruguay |
| -------- | --- | ------- |
|          |     |         |

|  |

| Az 1996-os strandlabdarúgó-világbajnokság győztese |
| -------------------------------------------------- |
| BRAZÍLIA 2. cím                                    |

## Külső hivatkozások
- rsssf.com (angolul)